# Акаиро
«Акаиро» — кукольный мультипликационный фильм-сказка для детей, режиссёр Аида Зябликова — представитель классической, традиционной школы кукольной мультипликации.

## Сюжет
Сюжет основан на японской народной сказке.
Добрый и мудрый странник Ханасака вылечил тяжело больного мальчика, которому не могли помочь никакие врачи — он смастерил ему бумажную игрушку-оригами, щенка по имени Акаиро. Игрушечный щенок, как и полагается в сказке, ожил и прогнал злобного демона, который мучил ребёнка. Однако суровый самурай — отец мальчика, разгневанный тем, что старик вместо лекарств дал его сыну какую-то игрушку, — порубил мечом фигурки, сделанные стариком, и сжёг их все (кроме Акаиро, которого мальчик положил к себе под одеяло), а затем приказал своему слуге найти и убить Ханасаку. Узнав об этом, мальчик вместе с Акаиро убежал из дому, чтобы найти старца.
Прошёл год, но мальчик так и не нашёл Ханасаку; в один из дней во время цветения сакуры он, извинившись перед Акаиро, развернул бумагу, из которой был сделан щенок, и начал пытаться сам складывать фигурки из бумаги. Когда он сумел снова сложить щенка, и он опять ожил, мальчик стал складывать разные фигурки из лепестков сакуры, которые превращались в его руках в листы бумаги, и эти фигурки тоже оживали.

## Создатели
- Автор сценария: Ирина Баранова
- Режиссёр: Аида Зябликова
- Художник постановщик: Геннадий Смолянов
- Оператор: Леонард Кольвинковский
- Композитор: Михаил Меерович
- Звукооператор: Виталий Азаровский
- Роли озвучивали:[2] Георгий Бурков (Ханасака), Ольга Гобзева (мальчик, Акаиро), Рогволд Суховерко (текст от автора)
- Консультант: С. Харин
- Художники-мультипликаторы: Владимир Кадухин, Валерий Шуленин
- Ассистент художника: Н. Аралова
- Монтажёр: Татьяна Моргунова
- Куклы изготовили: В. Шафранюк, Г. Богачёв, А. Кузнецов, Е. Покровская, Г. Круглова
- Редактор: Валерия Коновалова

## Факты
- «Акаиро» (буквальный перевод — «красный цвет») в переносном значении соответствует встречающейся у нас собачьей кличке «Дружок».
- Куклы мультфильма созданы в стиле фигурок нэцке.
- Музыка к мультфильму — европейская, но с вплетёнными в неё японскими мотивами.